# Ichneumon rufitarsis
Ichneumon rufitarsis är en stekelart som beskrevs av Smith 1874. Ichneumon rufitarsis ingår i släktet Ichneumon och familjen brokparasitsteklar. Inga underarter finns listade i Catalogue of Life.